# Història del vi de la Rioja

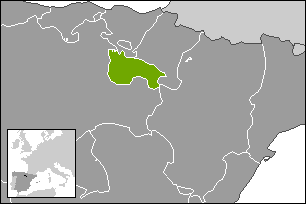
Situació de la comunitat autònoma de La Rioja, on es localitza majoritàriament la zona de vins de Rioja.

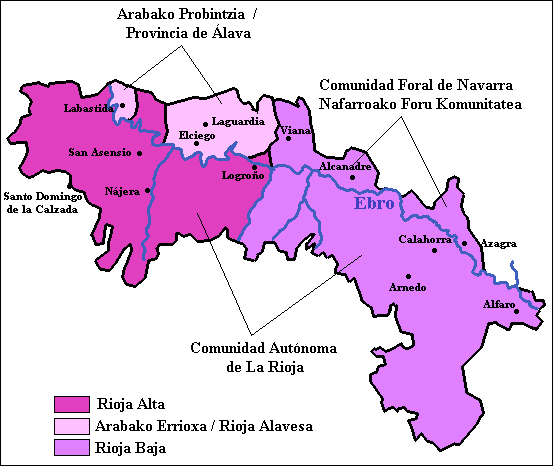
Territori productor del vi "de Rioja".

La història del vi de Rioja recull una llarga i variada tradició de vinificació en una regió espanyola de la vall de l'Ebre, compresa entre els Monts Obarenes i la Serra de Cantàbria al nord, i els contraforts de la Serra de la Demanda al sud, territori que pertany principalment a La Rioja i en menor mesura a Àlaba, a la comarca coneguda com a Rioja Alabesa; Navarra, en una petita zona del sud de la comunitat; i l'enclavament del Vedell pertanyent a Miranda d'Ebre (Burgos).
Com en moltes de les regions vinícoles més conegudes, s'estima que els habitants de l'Antiga Roma van plantar vinyers a La Rioja. La producció que es realitzava durant l'Edat Mitjana per part de monestirs o petits agricultors era per a consum local. Al voltant del segle XV els traginers van començar a donar sortida als excedents, principalment al País Basc, ja que altres regions properes comptaven amb producció pròpia. L'epidèmia de fil·loxera que va afectar els vinyers francesos a la fi del segle xix els va fer buscar noves regions vinícoles per proveir els seus mercats. La Rioja, que no va resultar afectada per l'epidèmia fins diverses dècades més tard, va de ser una de les principals, i va suposar un gran impuls per a l'expansió i modernització de la indústria dels seus vins, tant per l'obertura del mercat francès, com per la popularització de noves tècniques de vinificació, algunes d'elles portades per viticultors francesos que buscaven noves terres no afectades per l'epidèmia.
L'any 1925 va obtenir la primera denominació d'origen atorgada a Espanya i l'any 1991 se li va concedir l'atribut de Denominació d'Origen "Qualificada", i era el 2010 l'única d'aquest tipus del país.

## Primers esments documentals

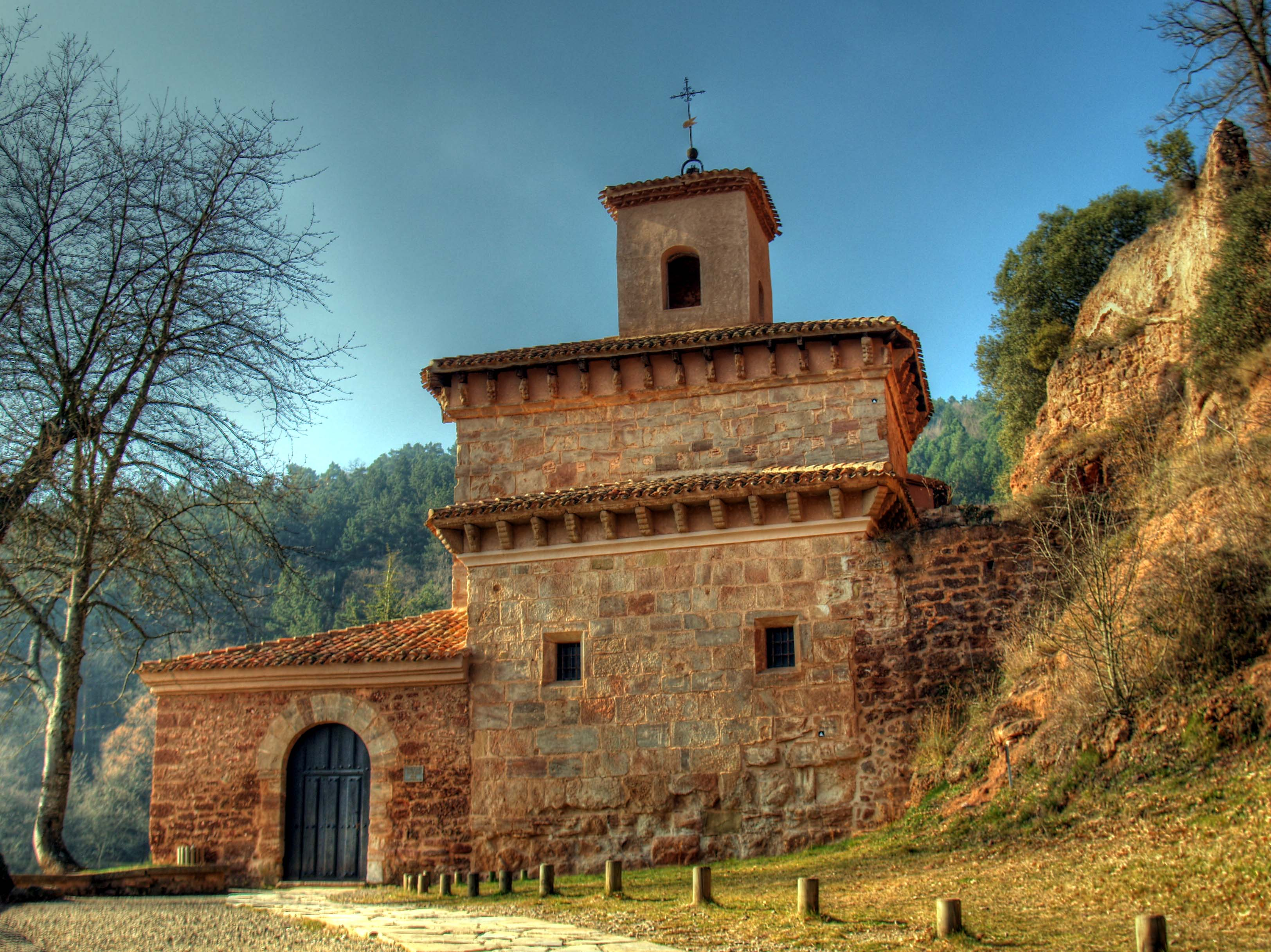
Monestir de Sant Millán de Suso, propietari dels vinyers esmentats en algunes dels primers esments documentals.

El document més antic conservat, que fa referència a l'existència de vinya a La Rioja, data de 873. Procedeix del Cartulari de Sant Millán i tracta una donació en la qual apareix el Monestir de Sant Andrés de Trepeana (Treviana).
Se sap de l'existència de dinou vinyers en Nájera, propietat del Monestir de Sant Millán, des de l'any 1024, i és un dels destinats a produir el vi de sacrifici per a missa. Algun d'aquests va passar a pertànyer al monestir de Santa María la Real per permutes d'altres terrenys.
El primer testimoniatge de la viticultura de La Rioja apareix documentat en la "Carta de poblament de Longares", concedida per Don Gómez (Gomesanus), bisbe de Nájera el 25 de juliol de 1063. En la qual s'imposava als seus veïns un servei a favor del monestir de San Martín d'Albelda, de "dos dies de llaurar, dos dies de cavar, dos dies d'entrar, dos dies de tallar i un de veremar". També incloïa a la nova vil·la l'activitat de produir raïms per a Santa María la Real.

El 1102 Sanç I reconeixia jurídicament els vins de La Rioja i atorgava als concells la potestat de regular la seva producció i comerç.

El vinyer de La Rioja va ocupar a l'Edat Mitjana central la proporció habitual de l'espai rural
Es documenten exportacions de vi de La Rioja cap a altres regions a partir de finals del segle xiii, i donen testimoniatge dels principis d'una producció comercial. A partir del segle xv, es pot observar una especialització vitícola a la Rioja Alta

## Elaboració tradicional

### Tècniques d'elaboració descurades
Antigament l'elaboració de vi es realitzava sense sense tenir cura de molts dels aspectes que avui dia es consideren essencials.Es barrejaven tota mena de raïms, tant blancs com negres; la higiene es descurava completament; el raïm s'espremia al màxim cosa que propiciava que el vi tingués sabors llenyosos; es deixava fermentar durant dues o tres setmanes, es perdien gran part de les seves partícules volàtils; es dipositava en barrils en els quals romania juntament amb els residus fins a la seva venda, per la qual cosa el vi tenia excessiu cos.
El resultat d'aquesta elaboració eren grans quantitats de vi que amb prou feines aguantava un any i mig, a més, no suportava llargs desplaçaments.

### Protecció del comerç del vi
A causa de les males tècniques d'elaboració i conservació dels vins es va intentar mantenir la seva comercialització per mitjà de diferents privilegis o decrets.
Al segle xv apareixen les primeres ordenances municipals referents al vi, la qual cosa podria considerar-se la llavor de l'actual denominació. El 1574 el consell de Logronyo promulgava una ordenança per la qual quedava prohibida l'entrada de vi de qualsevol altra ciutat, fins i tot de poblacions limítrofes i si es volia transvasar raïm d'unes zones a unes altres, havia de redactar-se un document amb el volum, el pes i el tipus de raïm, amb l'objectiu de donar sortida al vi produït abans que es perdés.
El 1560, una societat de veremadors de Logronyo va triar un símbol que els representés. Aquest símbol recollia les inicials dels cognoms dels seus components de forma entrellaçada i es gravava amb foc en les pells que es treien de la ciutat.
El 1630 Felip IV va dictar un mandat pel qual els traginers que portessin mercaderies a Logronyo havien de sortir de la ciutat amb la seva corresponent càrrega de vi. Est va ser confirmat per Felipe V en 1709 i regularitzat en 1739 mitjançant un recurs pel qual s'indicava que tots els traginers havien de portar un mínim de dotze càrregues de vi pres d'un veremador o, si no en tingués suficient, d'una taverna. S'afegia l'excepció dels traginers navarresos que entressin amb greix o peix als quals se'ls permetia sortir amb qualsevol càrrega. D'aquestes operacions havia de ser informat el jutge de milions (encarregat del comerç i les taxes) per comprovar el seu compliment.
El 1632 es va dictar a Logronyo una normativa a petició dels veremadors en la qual es prohibia el pas de carruatges per la rua Vella i els carrers propers, per evitar que les vibracions fessin malbé els vins, però es va derogar tres anys després per la incomoditat i desolació que causava.
El 1676, Carles II d'Espanya va haver d'endurir les ordenances de Logronyo dictades per Carles I d'Espanya el 1539, a causa de l'enorme quantitat de vi que s'estava produint a Haro, i va prohibir: la verema sense bona maduració; el trànsit d'animals pels vinyers, perquè no s'embrutés el raïm; l'entrada de vins de fora de la localitat; la mescla de vins de diferents qualitats o obrir una tina sense acabar-ne una altra. El seu incompliment implicava multes, presó i fins i tot arriscar-se a l'excomunió, com va estar a punt de succeir-los als membres del consell de les esglésies de Logronyo, en decidir-se a vendre vi sense respectar el decretat.
La Junta de veremadors de Logronyo el 1771 va fer un escrit en el qual indicava que la ciutat feia anys que veia com s'afeblia el seu comerç, a causa de la seva dependència del País Basc i els escabrosos ports que s'havien de travessar entre la ciutat i Vitòria. Com s'havien construït camins per carretons des de les tres províncies cap a la Pobla de Arganzón, gran part del comerç preferia entrar a La Rioja per Haro, amb el perjudici que això suposava per al comerç logronyès, per la qual cosa estudiaven millorar els camins pel seu compte.
El 12 d'abril de 1788 se sancionaven els estatuts de la Reial Societat Econòmica de la Rioja, la qual era una de les societats d'amics del país fundades a Espanya durant la il·lustració. En la seva fundació van participar més de cinquanta localitats de La Rioja i tenia com un dels seus objectius crear noves vies de comunicació per aconseguir portar a altres mercats els excedents vitivinícoles, ja que els ponts i carreteres que existien a la regió llavors eren pràcticament intransitables entre els mesos d'octubre a abril.
La ruta aplegava els pobles de major collita per arribar a Santander, des d'on es podrien treure mercaderies cap a Amèrica, però l'elecció del traçat va crear disputes, fins que el rei va dictar que aniria des de Logronyo per Agoncillo, Fuenmayor, Cendrer, Torremontalbo, L'Estel, Briones, Gimileo, Haro, fins a les bogues de Cellorigo i Bugedo. Per pagar-la es va establir un impost fix que gravaria el vi. També es va intentar prendre mesures per a la millora dels mètodes d'elaboració, però l'èxit de la iniciativa es va anar diluint fins que es va vincular a Obres Públiques, des d'on es durien a terme iniciatives beneficioses per al comerç al llarg del segle xix.

### Canvis urbans
L'auge de la producció de vins de la mà de petits agricultors va suposar la necessitat d'emmagatzemar la producció en llocs frescos, fet que va propiciar que es construisin cellers en els baixos de cases i magatzems. Així se sap que el 1539, Hernando de Briñas i María, la seva dona, van donar al Monestir d'Herrera unes cases que tenien a Haro amb el seu celler, que sortia per la davantera del carrer del Portell (actual carrer de Sant Felices).
Per diferents censos se sap que Haro posseïa el 1669 116 cellers, 65 coves, amb un total de 43.308 bodegues, que augmentarien fins a 54.584 l'any 1683 i fins a 167.832 l'any 1805. Així encara avui el subsòl del casc vell d'Haro està perforat per cellers i passadissos.

### Constant augment de la producció
Tot i les dificultats per vendre el vi, la producció no parava d'augmentar, amb la consegüent disminució dels preus.
A Haro es va passar de 8000 hl a 25000 durant el segle xviii.
La collita del 1728 va ser gran i de mala qualitat, per la qual cosa el consell de l'església de Santa María de Palacio va convocar una reunió per decidir com es pagarien les taxes al comissari de la ciutat.
El 1762 les abundants boires no van permetre la correcta maduració del raïm. Com a conseqüència l'alcalde de Nájera va prohibir la plantació de raïm carinyena per la baixíssima qualitat dels vins obtinguts.
El 1770 els veremadors de Calahorra van sol·licitar l'exempció d'impostos per entendre que els pobres eren els majors perjudicats com a consumidors dels seus vins. En la Rioja Baixa el vi va arribar a substituir a l'aigua en els treballs d'obra de paleta i construcció.

## Modernització

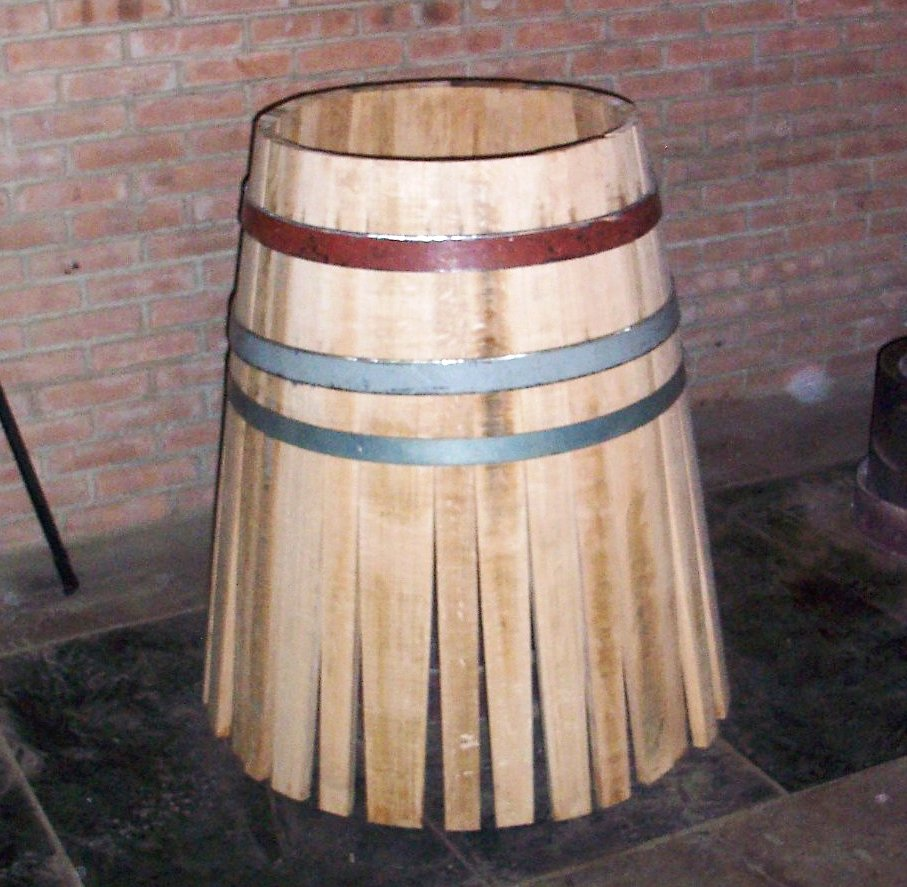
Elaboració de barrils per a la criança dels vins moderns.

A mitjan segle xix comença a Bordeus l'elaboració d'un nou tipus de vins, denominats "fins". En ells s'aplicava un sistema nou de despalillado, controlant-se la maceración amb els hollejos, a més de la realització de clarificacions i conservació en barrils de 225 litres. Aquests es conservaven durant molt temps i suportaven bé els viatges. Aquestes tècniques anirien arribant a poc a poc a la regió de La Rioja, el mercat de la qual aniria expandint-se, gràcies a la millora de les comunicacions.

### Millora de les comunicacions per obrir mercats
Un dels majors problemes amb els quals explicaven els viticultors era la forma d'aconseguir vendre les grans produccions que aconseguien. Des de finals del segle XV arribaven a Bilbao regularment traginers amb pells de vi sobre les seves mules, augmentant gradualment la importació de vins de La Rioja en tot el País Basc, cosa que propiciaria el principal mercat d'aquests vins.
Per potenciar aquest creixent comerç, a la fi del segle xviii les viles de Briñas, Haro i Briones van acordar juntament amb la província d'Àlaba (segons consta en les Juntes Generals d'Àlaba dels anys 1786 i 1792) l'obertura d'un bon camí, sufragant les despeses per meitats, que travessés les Conchas de Haro, per comunicar-ho amb el camí Real de Postas que unia Àlaba i Guipúscoa, de manera que connectava aquestes viles amb el País Basc i Santander. Més tard s'establiria la prolongació fins a Samaniego, quedant enllaçat amb la ruta que es construïa entre Laguardia i Vitòria.

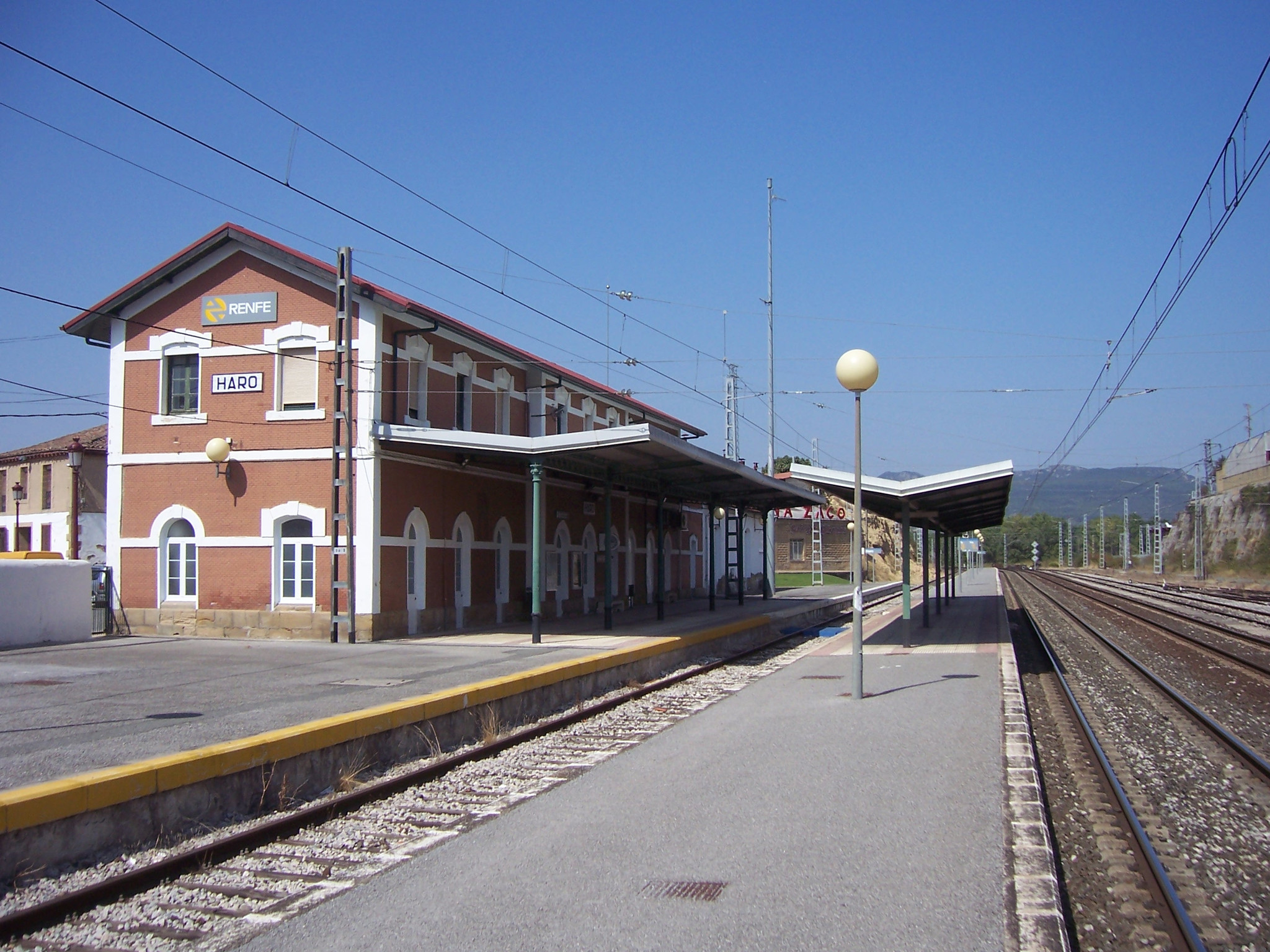
Línia de ferrocarril Tudela-Bilbao al seu pas pel barri de l'estació d'Haro, inaugurada en 1863.

La Reial Societat Econòmica de Cosecheros de la Rioja castellana va fixar com el seu principal objectiu la millora dels camins i per sufragar aquestes despeses va gravar el vi amb un impost fix. La primera obra d'importància que va dur a terme va ser la construcció el 1794 del pont de Torremontalbo sobre el riu Najerilla, amb un cost d'un milió tres-cents mil reals. La Guerra de la Independència va interrompre les obres i va destruir alguns dels camins traçats, poc després ocorreria el mateix durant la Revolució de 1820, amb el que fins al 1823, amb l'ajuda del treball de presidiaris, no es va aconseguir la unió de les diverses ciutats de La Rioja, la sortida a Calahorra, el condicionament dels camins a Bilbao i França. El 1863 es va obrir la línia fèrria Tudela-Bilbao, que permetia a més la distribució de mercaderies per la línia Madrid-Irun des del seu enllaç en l'estació de Miranda de Ebro.
La millora d'aquestes vies obria la possibilitat de l'exportació de vins a Amèrica a través del port de Bilbao i el de Santander, però aquests no aguantaven el llarg viatge, i arribaven en males condicions, per la qual cosa van haver de concentrar-se en la venda a la península.

### Importació de tècniques d'elaboració franceses
Manuel Quintano, canonge de la catedral de Burgos, va aprendre durant un viatge realitzat el 1787 a la regió francesa de Médoc, les tècniques d'elaboració de vins que s'utilitzaven. Una vegada a Espanya va realitzar diverses proves a la Rioja Alabesa en un any complicat per les abundants pluges durant el període vegetatiu, netejant els raïms abans del premsatge, controlant el temps de fermentació, realitzant tràfec i aclarint el vi amb clara d'ou. El resultat va recaptar molt bones crítiques, aconseguint que el rei l'autoritzés a exportar vins a Amèrica, amb el privilegi de ser considerats vins de Castella, de manera que evitava alguns impostos i traves comercials. Aquests privilegis van molestar els veremadors de La Rioja, que no comptaven amb els mitjans per adaptar els seus cellers al nou mètode, per la qual cosa el setembre de 1801 van obrir un plet contra ell perquè se li retiressin aquests privilegis. L'agost de 1804 el Consell Real va donar la raó a Manuel Quintano, que amb la seva labor havia obert el camí a la millora dels vins de la regió.

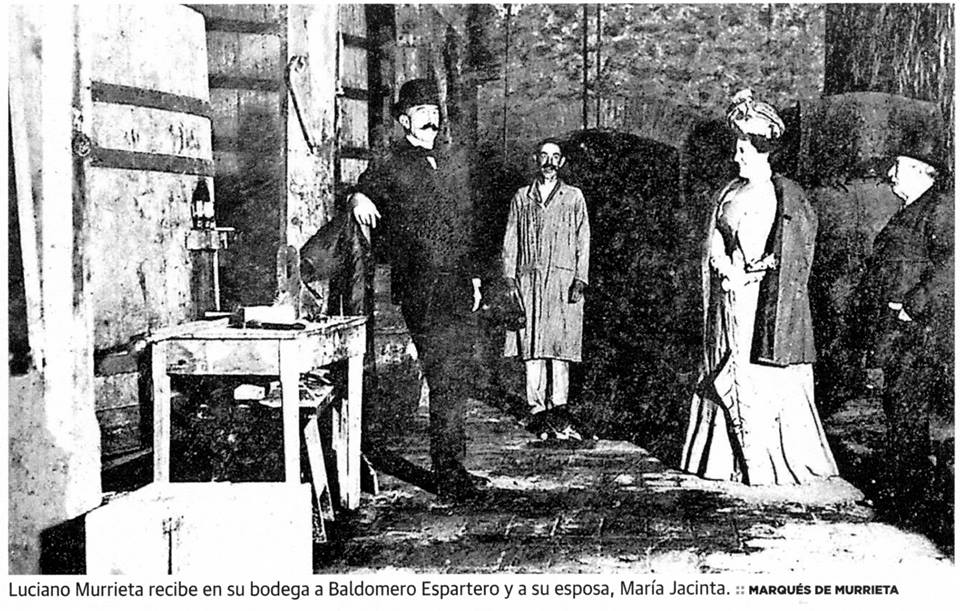
El Marquès de Murrieta (Luciano Murrieta) amb Baldomero Espartero i la seva esposa María Jacinta Martínez de Sicília en els cellers duc de la Victòria a Logronyo al.

A mitjans del segle xix Luciano Murrieta va posar en pràctica en el celler Duc de la Victòria, del seu amic Baldomero Espartero, situada a Logronyo, els coneixements que havia adquirit a Bordeus. Aquests vins van ser els primers de La Rioja a elaborar-se amb les noves fórmules de Bordeus, coneguts com a vins fins. El seu primer gran èxit va ser un enviament a l'Havana, que va tenir tal acollida que l'importador tan sols va poder quedar-se dos barrils. El 1879 es van crear els Cellers Marquès de Murrieta en la finca de Ygay als afores de Logronyo.
Guillermo Hurtado de Amézaga va heretar el 1858 vinyers i antics cellers de la seva germana en Elciego, i va fundar el 1860 juntament amb el seu fill Camilo Hurtado de Amézaga el celler Marquès de Riscal, considerat el celler de tall modern més antic de La Rioja. Camilo, va concebre el celler a l'estil del Château francès, va portar el 1868 els primers ceps d'origen francès que es van conrear a Espanya i les millors tècniques franceses de la mà de Jean Pineau. Els ceps de merlot, cabernet sauvignon, malbec i pinot noir, van donar un to més universal al vi rioja d'aquella època. Va aportar moltes novetats, com la malla metàl·lica que cobria les ampolles, destinada a evitar que fossin emplenades fraudulentament, a més de donar-los un caràcter luxós; cons de fusta de fermentació; ús de barrils de 225 litres; ampolles en posició horitzontal. En la dècada del 1920, quan cap celler guardava vi envasat, ja que això es realitzava sota comanda, es van comptabilitzar en el seu celler unes 238.000 ampolles de diferents anys, i és actualment l'entitat que major quantitat d'anyades antigues conserva del món.
La "Hermandad de Cosecheros de Laguardia " va sol·licitar ajuda per implantar les noves tècniques a la diputació foral d'Àlaba, el 1858, encarregant a Eugenio Galagarza la compra de 9000 peus de diverses varietats per ser repartides entre els viticultors. Aquest va proposar la contractació d'un expert francès perquè els assessorés en el seu cultiu. El triat va ser l'enòleg de Bordeus Jean Pineau, qui a més de complir amb la seva tasca va introduir dogues de fusta de la seva regió per a l'elaboració de barrils a La Rioja. Si bé els cellerers van ser seguidors de les seves tècniques, va tenir enfrontaments amb els veremadors, que s'aferraven als seus costums amb el suport dels traginers que veien perillar el seu monopoli, cosa que contribuí a la rescissió del contracte sis anys després d'haber-lo iniciat. Després d'això seria contractat el Marquès de Riscal, qui exerciria una important labor.

### Arribada de compradors francesos per atac de oïdi i fil·loxera en els seus vinyers

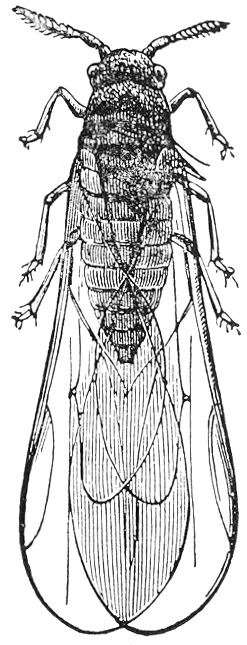
La fil·loxera ataca els vinyers francesos.

Entre els anys 1852 i 1862 els vinyers francesos van ser atacats fortament per l'oïdi, un fong que produeix taques blanques polsoses sobre les fulles, amb la consegüent disminució en la seva producció. L'Exposició Universal de París de 1855 havia enaltit els vins del Medòc, per la qual cosa es van veure obligats a sortir a la recerca de vins per millorar en els seus cellers per atendre la demanda. A La Rioja van arribar compradors, principalment de la zona de Montpeller, que inicialment buscaven vins d'alta graduació que es van dirigir a la Rioja Baixa, i poc després es van decantar pels vins de la Rioja Alta. L'interès per aquests vins va decaure amb el descobriment de mètodes (principalment el brou bordelès) per combatre la plaga.
El 1863 va començar a estendre's per Europa una plaga molt més nociva, l'insecte anomenat fil·loxera, que arribava a França poc després en uns ceps importats des dels Estats Units per dos viticultors francesos de la zona del Migdia francès. Per això tornarien els francesos a la regió per crear magatzems des dels quals es podia exportar vi a Bordeus, la qual cosa va suposar un gran impuls econòmic. Alguns d'aquests exportadors francesos van ser Sauvignon, Vigier, Anglade, Serres i Porlier.
Com aquesta plaga va trigar a ser controlada, alguns dels comerciants es van instal·lar a la regió per produir vins amb les seves tècniques, amb el raïm que compraven als veremadors de La Rioja.

### Inversors biscaïns comencen a crear cellers industrials

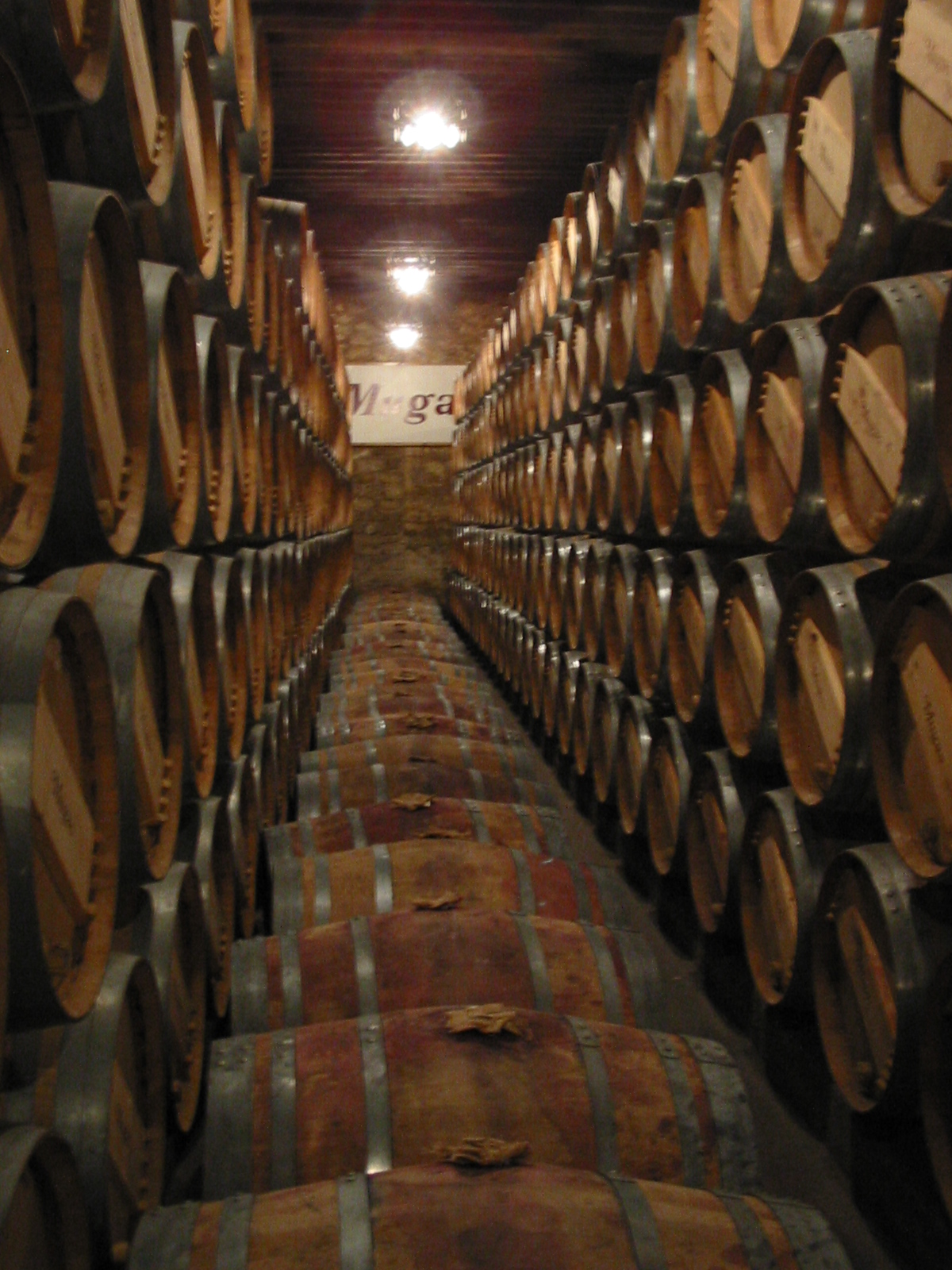
Barrils en un celler industrial

La irrupció dels negociants francesos a mitjans del segle xix com emmagatzemadors, van moure a alguns empresaris d'orígens biscaïns a invertir a La Rioja com a criadors de vins, comprant el raïm als viticultors locals, i fixant els seus cellers en les proximitats de l'incipient ferrocarril, la qual cosa avui es coneix com el barri de l'estació d'Haro. Inicialment la majoria dels cellers van tenir les seves seus socials a Madrid o Bilbao, traslladant-les amb el temps al costat del celler de propietat.
Alguns d'aquests inversors van ser:
- Rafael López Heredia, després d'exiliar-se a França després de la primera guerra Carlista es va associar amb un magatzemista francès amb el qual es va traslladar a Haro a un pavelló que seria l'embrió del Celler López Heredia.[20]
- Eusegio Real d'Asúa i Isidro Corcuera van constituir el 24 de març de 1879 la signatura Corcuera, Real de Asúa i Companyia, predecessora de cellers CVNE (Companyia Vinícola del Nord d'Espanya) situada a Haro i que conservaria bastants anys la seva seu social en l'eixample de Bilbao.
- Santiago Ugarte Aurrecoechea d'Erandio, s'incorpora al negoci dels vins que el seu pare tenia establert a Biscaia i Cantàbria. Com que el volum de negoci era molt gran, decideix instal·lar-se al barri de l'estació d'Haro, considerat llavors la base del comerç de La Rioja, i va fundar el 1901 Cellers Bilbains sobre un magatzem que havia pertangut als francesos germans Sauvignon, arribats a la localitat en els anys 1860 durant la crisi de l'oïdi. Aquesta societat abastava cellers en diferents llocs, com Monòver, província d'Alacant; Santa Cruz de la Zarza i Noblejas a la província de Toledo; Valdepeñas i Alcàsser de Sant Joan a la província de Ciudad Real. En aquells anys, posseir cellers en altres zones, fins i tot amb el nom del celler de La Rioja no estava mal vist, prevalent la qualitat sobre l'origen, ja que importava més el concepte de marca, treball en celler i assemblatge que el treball en la vinya.
- Pelayo de la Mata i Barrenechea nascut a Logronyo, però amb fortes relacions amb Biscaia va adquirir una gran participació de capital dels Cellers Franco Espanyoles el 1922, fundades el 1901 pel francès Federico Anglade Saurat.

### Plenitud del vi de Rioja
En aquests anys la producció de vi es convertia en el motor econòmic de La Rioja, a causa que altres sectors preponderants veien disminuir els preus per la importació de productes d'altres països, com el cereal o la llana, que havia de competir a més amb els teixits vegetals.
La inauguració de la línia de ferrocarril Bilbao-Haro facilitava i abaratia l'enviament de vi al País Basc. França precisava de cinc-cents mil hectolitres mensuals per compensar la plaga que sofria, a més de reduir els costos d'exportació mitjançant la signatura el 6 de febrer de 1882 d'un tractat franc-espanyol, que reduïa les taxes cinc francs per hectolitre per a líquids de menys de 15°.
Això va comportar que en la dècada del 1880 la superfície de vinyer es veiés augmentada de 34.000 a 52.000 hectàrees, aconseguint una producció de 129 milions de litres anuals. A més, el salari dels jornalers es va incrementar en un cinquanta per cent.
La "Real Sociedat Económica de Cosecheros de la Rioja" castellana va plantejar la creació d'una escola agrícola que estudiés i millorés el vi de Rioja, però no va arribar a materialitzar-se. L'apogeo inusitat de les vendas va suposar l'aparició del frau, ya que alguns comerciants adulteraven el vi a fi d'augmentar-ne el volum i així aconseguir un benefici més alt. Per aconseguir-ho el diluïen en aigua i afegien alcohol industrial importat d'Alemanya i inclús li donaven color amb productes com la fucsina. Aquest tipus de fraus se extenien per tota Espaya. El govern va intentar frenar-los per mitjà la aprobació d'una lley del 26 de junio de 1888 que gravaba la importació de alcohols amb un impost especial.
A la fi de segle la regió comptava amb 55.000 hectàrees. La demanda per part de França anava baixant moderadament a mesura que recuperava els seus vinyers, però els grans cellers industrials que s'havien format es mantindrien, gràcies a l'estabilització dels nous mètodes i l'obertura de mercats.

### Creació de la Denominació d'Origen Rioja i el Consell Regulador
El 16 de maig de 1902 es va iniciar la normativa legal per possibilitar la futura denominació, definint-se el que s'entenia per "origen" per a la seva posterior aplicació als vins de Rioja.

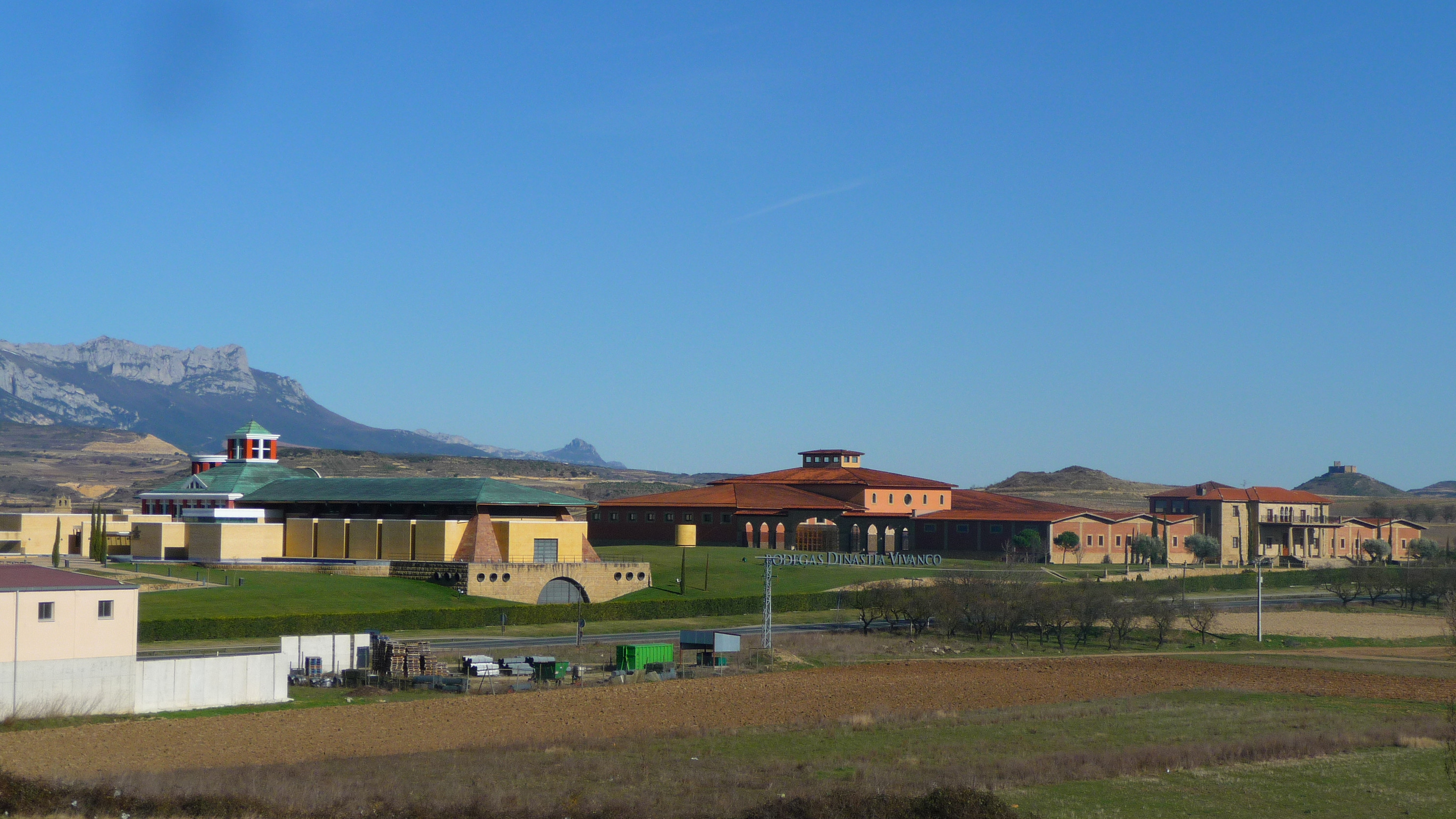
Celler i Museu Vivanco de la Cultura del Vi en Briones.

Després de reconstituir el vinyer es van començar a fundar nombrosos cellers industrials. Al començament dels anys 1920, durant la Dictadura de Primo de Rivera va aparèixer un conflicte d'interessos entre la Cellers Cooperatius dels Sindicats Agrícoles Catòlics de la Rioja Alta (BCSACRA), dirigida per Felipe Ruiz del Castell i l'Associació d'Exportadors de Vins de la Rioja (AEVR), dirigida per José María Martínez Lacuesta. Els primers volien que es realitzessin registres dels moviments de vins i la prohibició de realitzar mescles amb vins d'altres regions, amb l'objectiu d'evitar les adulteracions i els enganys sobre la procedència dels vins. Els segons veien aquestes peticions com un impediment per a l'elaboració d'alguns dels seus productes que requerien vins d'altres regions (cognac, xampany) i greus perjudicis per a l'exportació per la competència amb altres regions sense limitacions. Finalment, la Presidència del Directori Militar va publicar el 6 de juny de 1925 una reial orde per la qual es denegaven les peticions de les cooperatives sobre aforaments i registres dels moviments de vi, però que autoritzava a la Regió De La Rioja per a la creació d'una marca col·lectiva per als seus vins de taula, la Denominació d'Origen Rioja, com es feia en altres llocs d'Europa.
El 26 d'octubre de 1926 un Reial decret signat per Alfons XIII i Eduard Aunós, ministre de Treball, Comerç i Indústria inaugurava el Consell Regulador, amb els objectius de delimitar la zona de producció, expedir la garantia del vi i controlar la utilització del nom "Rioja". El 1931 aquest consell va quedar interromput per la proclamació de la Segona República Espanyola, i es va reprendre el 1933. Uns anys després tornaria a dissoldre's, ja que el 19 de desembre de 1944 se sol·licitava que es constituís de nou, la qual cosa s'aconseguiria el 25 de març de 1947.